# Биси Албје
Биси Албје (фр. Bussy-Albieux) насеље је и општина у источној Француској у региону Рона-Алпи, у департману Лоара која припада префектури Монбризон.
По подацима из 2011. године у општини је живело 482 становника, а густина насељености је износила 24,53 становника/km². Општина се простире на површини од 19,65 km². Налази се на средњој надморској висини од 380 метара (максималној 534 m, а минималној 339 m).

## Демографија
| 1962. | 1968. | 1975. | 1982. | 1990. | 1999. | 2011. |
| ----- | ----- | ----- | ----- | ----- | ----- | ----- |
| 474   | 486   | 478   | 434   | 448   | 441   | 482   |

График промене броја становника у току последњих година